# Pherusa atentacula
Pherusa atentacula är en ringmaskart som först beskrevs av Hoagland 1920.  Pherusa atentacula ingår i släktet Pherusa och familjen Flabelligeridae. Inga underarter finns listade i Catalogue of Life.